# Циллертальские Альпы
Циллертальские Альпы (нем. Zillertaler Alpen, итал. Alpi Aurine) — часть Восточных Альп в пределах Австрии и Италии. Длина около 60 км. Высота до 3509 м (гора Гран-Пиластро). Сложены преимущественно гнейсами и кристаллическими сланцами. До высоты 2000-2200 м — леса (из бука, ели, пихты), выше — кустарники, луга, осыпи, скалы, снежники и ледники.
В Циллертальских Альпах находится несколько знаменитых горнолыжных курортов: Майрхофен, Циллерталь арена, Хохфюген, Спейлджох, ледник Хинтертукс. Горнолыжные курорты долины Циллерталь объединены единым скипасом. Общая протяженность подготовленных горнолыжных трасс 640 км. На леднике Хинтертукс возможно круглогодичное катание. Самым крупным населенным пунктом в долине является город Майрхофен.
По дну долины Циллерталь протекает река Циллер, которая и дала название долине и этой части Альп. В верховьях реки находятся несколько плотин и водохранилищ, вода из которых по туннелям поступает к расположенным ниже электростанциям. В самой долине расположен ряд производств: молокозавод, пивоваренный завод, несколько пилорам. Основные виды деятельности населения — обслуживание туристов и сельское хозяйство.